# 帕彼氏豹魴鮄
帕彼氏豹魴鮄，為輻鰭魚綱鮋形目六線魚亞目六線魚科的其中一種，為熱帶海水魚，分布於印度西太平洋阿拉弗拉海及澳洲西北部海域，棲息深度13-137公尺，體長可達22公分，棲息在大陸棚底層水域，生活習性不明。